# نوونیکولایفکا (شهرستان استرلیباشفسکی، باشقیرستان)
نوونیکولایفکا (انگلیسی: Novonikolayevka, Sterlibashevsky District, Republic of Bashkortostan) یک شهرک در شهرستان استرلیباشفسکی استان باشقیرستان کشور روسیه است.